# Sudhir Hazareesingh
Sudhir Hazareesingh, né le 18 octobre 1961 à l'île Maurice, est un historien britannique-mauricien. Il est maître de conférences à l'université d'Oxford depuis 1990 où il enseigne la politique française et les relations internationales. Il a été professeur invité à Sciences Po Paris, à l’École des hautes études en sciences sociales, à l’École pratique des hautes études.
La plupart de ses travaux concernent l'histoire politique et culturelle française depuis la Révolution française, notamment Napoléon Bonaparte, la République et Charles de Gaulle.

## Biographie

### Origines
Né à Maurice, Sudhir Hazareesingh est le fils de Kissoonsing, historien formé à l'université de Cambridge et à la Sorbonne, un temps chef de cabinet du Premier ministre mauricien Seewoosagur Ramgoolam.

### Formation
Sa thèse de doctorat, soutenue en 1990 à l'université d'Oxford et dirigée par Vincent Wright, porte sur le déclin du soutien des intellectuels au Parti communiste français, de 1978 à 1980.

### Parcours
Il est actuellement lecturer (maître de conférences) au département de science politique et de relations internationales de l'université d'Oxford et Tutorial Fellow à Balliol College, un des collèges de l'université. En poste depuis 1990 à Oxford, il est également professeur invité à l’École des hautes études en sciences sociales, à l’École pratique des hautes études et à Sciences Po Paris.
Par ailleurs, depuis 2006, il est membre de la British Academy, considérée comme l'équivalent britannique de l'Académie des sciences morales et politiques et de l'Académie des inscriptions et belles-lettres (sections de l'Institut de France) réunies.
Il partage son temps entre Oxford et Paris.

### Recherches
Ses travaux portent sur l'histoire contemporaine de la France et plus particulièrement de la mémoire de Napoléon Bonaparte, de la République et de Charles de Gaulle.
Il est membre du comité de lecture international de l'Institut Napoléon, une société savante fondée en 1932, consacrée aux études napoléoniennes. De 2015 à 2018, il appartient au Comité pour l'histoire préfectorale.
Il contribue régulièrement au Times Literary Supplement.

#### Toussaint Louverture
Le livre de Hazareesingh, Black Spartacus : The Epic Life of Toussaint Louverture, est publié par la maison d'édition américaine Farrar, Straus and Giroux en septembre 2020. La même année, il est traduit sous le titre Toussaint Louverture, par Marie-Anne de Béru chez Flammarion. Il est présélectionné pour le prix Baillie Gifford 2020, administré par la BBC. Décrit par David Bell, professeur à l'université de Princeton (Ivy League) dans The Guardian comme "un tour de force : de loin la biographie de Toussaint la plus complète, la plus rigoureuse et la plus convaincante que l'on puisse trouver avant longtemps", le livre est nommé "Livre de la semaine" de la BBC Radio 4 du 16 novembre 2020. L'ouvrage remporte le Wolfson History Prize 2021 et est présélectionné pour le Prix James Tait Black dans la catégorie biographie.

## Publications

### En anglais
- (en) Black Spartacus: The Epic Life of Toussaint Louverture, Londres, Penguin Books, 2019.
- (en) How the French Think : An Affectionate Portrait of an Intellectual People, Londres, Penguin Books, 2015.
- (en) In the Shadow of the General. Modern France and the Myth of De Gaulle, New York, Oxford University Press, 2012.
- (en) The Saint-Napoleon. Celebrations of Sovereignty in 19th Century France, Cambridge, Mass., Harvard University Press 2004.
- (en) The Legend of Napoleon, Londres, Granta, 2004.
- (en) Sudhir Hazareesingh (dir.), The Jacobin Legacy in Modern France : Essays in Honour of Vincent Wright, Oxford, Oxford University Press, 2002, X-244 p. (ISBN 0-19-925646-2, présentation en ligne), [présentation en ligne].
- (en) Intellectual Founders of the Republic : Five Studies in Nineteenth‐Century French Republican Political Thought, Oxford, Oxford University Press, 2004, X-339 p. (ISBN 0-19-924794-3, présentation en ligne), [présentation en ligne].
- (en) From Subject to Citizen : The Second Empire and the Emergence of Modern French Democracy, Princeton, Princeton University Press, 1998, XIII-393 p. (ISBN 0-691-01699-2).
- (en) Political Traditions in Modern France, Oxford, Oxford University Press, 1994.
- (en) Intellectuals and the French Communist Party : Disillusion and Decline, Oxford, Clarendon Press, 1991.

### En français
- Toussaint Louverture, Flammarion, 2020, traduit de l’anglais par Marie-Anne de Béru.
- Ce pays qui aime les idées. Histoire d'une passion française, traduit par Marie-Anne de Béru. Paris, Flammarion, 2015, grand prix du livre d’idées.
- Le mythe gaullien, Paris, Gallimard, coll. « La Suite des temps », 2010, 280 p. (ISBN 978-2-07-012851-8, présentation en ligne), [présentation en ligne].
- La Saint-Napoléon : quand le 14 juillet se fêtait le 15 août (trad. de l'anglais), Paris, Tallandier, 2007, 294 p. (ISBN 978-2-84734-404-2, présentation en ligne).
- La légende de Napoléon, Paris, Tallandier, 2005, prix du Mémorial d’Ajaccio, prix d’Histoire de la Fondation Napoléon et prix de la Ville de Meaux.
- Vincent Wright (texte complété, mis à jour et présenté par Éric Anceau et Sudhir Hazareesingh), Les préfets de Gambetta, Paris, Presses de l'université Paris-Sorbonne, coll. « Collection Roland Mousnier » (no 34), 2007, 482 p. (ISBN 978-2-84050-504-4, présentation en ligne).
- Francs-Maçons sous le Second Empire (avec Vincent Wright), Rennes, Presses universitaires de Rennes, 2001.